# Anvil Crag
Anvil Crag är en kulle i Antarktis. Den ligger i Sydshetlandsöarna. Argentina, Chile och Storbritannien gör anspråk på området. Toppen på Anvil Crag är 300 meter över havet.
Terrängen runt Anvil Crag är huvudsakligen kuperad, men åt sydost är den platt. Havet är nära Anvil Crag österut. Trakten är glest befolkad. Närmaste befolkade plats är Commandante Ferraz Station, 13,1 kilometer norr om Anvil Crag. 